# Bazyli Bogorodzki
Bazyli Bogorodzki (ur. 17 czerwca 1929 w Baranowiczach, zm. 2011 w Łodzi) – polski okulista, doktor habilitowany medycyny, profesor i kierownik Katedry i Kliniki Chorób Oczu Akademii Medycznej w Łodzi.

## Życiorys
Maturę zdał w 1947 roku w łódzkim XIX LO. Dyplom lekarski uzyskał w 1953 roku na Akademii Medycznej w Łodzi. Do 1969 roku pracował w łódzkiej Wojewódzkiej Przychodni Specjalistycznej (w tym czasie uzyskał I i II stopień specjalizacji w okulistyce).
W latach 1969–1988 był ordynatorem i organizatorem Oddziału Chorób Oczu Szpitala Wojewódzkiego w Zgierzu. Od 1988 do 1993 roku pracował jako ordynator w nowo powstałej klinice okulistyki dziecięcej łódzkiego Centrum Zdrowia Matki Polki. Habilitował się w 1989 roku na podstawie dotychczasowego dorobku i rozprawy "Soczewki kontaktowe miękkie". W latach 1993–1999 kierował Katedrą i Kliniką Chorób Oczu Akademii Medycznej w Łodzi.
Zainteresowania kliniczne i badawcze B. Bogorodzkiego dotyczyły m.in. kontaktologii. Swoje prace publikował m.in. w Klinice Ocznej. Autor opracowania "Historia łódzkiej okulistyki" (wyd. 2000, ISBN 978-83-912787-1-0).
Był członkiem szeregu towarzystw naukowych: Polskiego Towarzystwa Okulistycznego (oddział łódzki, sekcja soczewek kontaktowych, członek honorowy), European Society of Cataract and Refractive Surgeons (ESCRS) oraz European Contact Lens of Ophthalmologist (ECLSO). Odznaczony m.in. Krzyżem Kawalerskim Orderu Odrodzenia Polski oraz Złotym Krzyżem Zasługi. Na emeryturę przeszedł w 1999 roku. Zmarł w czerwcu 2011 roku.